# Agathia conjux
Agathia conjux är en fjärilsart som beskrevs av Louis Beethoven Prout. Agathia conjux ingår i släktet Agathia och familjen mätare. Inga underarter finns listade i Catalogue of Life.